# 구이양 룽둥바오 국제공항
구이양 룽둥바오 국제공항(중국어 간체자: 贵阳龙洞堡国际机场, 정체자: 貴陽龍洞堡國際機場, 병음: Guìyáng Lóngdòngbǎo Guójì Jīchǎng, IATA: KWE, ICAO: ZUGY)은 중화인민공화국 구이저우성 구이양 시에 위치한 국제공항이다. 구이양 도심에서 남동쪽으로 약 11km 거리에 위치한다.

## 역사
- 1997년 5월 28일 구이양 룽둥바오 공항으로서 개항하다.
- 2003년 12월 30일 공항 관리가 민간 구이저우 성 관리국에서 구이저우 성 기장 집단 유한 공사로 이관된다.
- 2004년 7월 29일 공항 관리 회사인 구이저우 성 기장 집단 유한 공사가 수도 기장 집단 공사(베이징 서우두 국제공항 관리 회사)에 인수되면서 자회사이다.
- 2006년 1월 29일 국제 공항으로 승격하고 구이양 룽둥바오 국제공항으로 개편되었다.

## 운항 노선

### 국제선
| 항공사             | 도착지                                                                         |
| ------------------ | ------------------------------------------------------------------------------ |
| 중국남방항공       | 도쿄(하네다), 방콕(수완나품), 서울(인천), 오사카(간사이), 타이페이(도원), 푸켓 |
| 스프링 항공        | 나고야(주부)                                                                   |
| 에어 마카오        | 마카오                                                                         |
| 홍콩 항공          | 홍콩(첵랍콕)                                                                   |
| 말린도 항공        | 쿠알라룸푸르                                                                   |
| 베트남 항공        | 전세편: 나트랑, 다낭                                                           |
| 퍼시픽 항공        | 전세편: 하노이                                                                 |
| 시티링크           | 전세편: 탄중피낭                                                               |
| 스카이 앙코르 항공 | 계졀 전세편: 씨엠립                                                            |
| 뉴젠 항공          | 전세편: 방콕(돈므앙), 끄라비                                                   |

### 국내선
| 항공사                 | 도착지 |
| ---------------------- | --- |
| 중국국제항공           | 베이징(서우두), 상하이(푸둥), 광저우, 리장, 선전, 원저우, 청두, 톈진, 항저우                                                                               |
| 중국남방항공           | 베이징(서우두), 상하이(푸둥), 난징, 닝보, 다롄, 루저우, 산토우, 샤먼, 선양, 선전, 우루무치, 우한, 정저우, 주하이, 창사, 창춘, 청두, 충칭, 타이위안, 항저우 |
| 중국동방항공           | 상하이(푸둥), 상하이(훙차오), 난징, 난창, 닝보, 란저우, 우시, 창사, 쿤밍                                                                                   |
| 군요 항공              | 상하이(훙차오), 리장, 선전, 원저우, 창사, 칭다오, 항저우                                                                                                   |
| 럭키 에어              | 난징, 리장, 쑤저우, 자오텅, 청두, 쿤밍 |
| 룽에어                 | 원저우, 항저우 |
| 베이징 캐피탈 항공     | 난징, 리장, 시안, 이창, 지난, 하이커우, 항저우 |
| 산둥 항공              | 다롄, 샤먼, 시안, 옌타이, 우한, 정저우, 지난, 칭다오 |
| 상하이 항공            | 상하이(푸둥), 상하이(훙차오) |
| 샤먼 항공              | 난창, 샤먼, 취안저우, 톈진, 푸저우, 항저우 |
| 선전 항공              | 난징, 다롄, 선전, 우시, 창사, 하얼빈, 허페이 |
| 스프링 항공            | 상하이(훙차오) |
| 쓰촨 항공              | 란저우, 싼야, 쑤저우, 원저우, 청두, 취안저우, 쿤밍, 하얼빈, 항저우, 허페이                                                                                 |
| 양쯔강 익스프레스      | 상하이(푸동) |
| 오케이 항공            | 창사, 톈진 |
| 웨스트 에어            | 난징, 정저우, 지난, 허페이 |
| 장시 항공              | 난창 |
| 장안항공               | 시안 |
| 차이나 익스프레스 항공 | 란저우, 루저우, 리핑, 베이하이, 비제, 싱이, 우저우, 청두, 충칭, 푸저우                                                                                     |
| 청두 항공              | 청두, 푸저우 |
| 칭다오 항공            | 칭다오 |
| 컬러풀 구이저우 항공   | 닝보, 비제, 주하이, 톈진 |
| 쿤밍 항공              | 양저우, 쿤밍 |
| 톈진 항공              | 난닝, 류저우, 류판수이, 산토우, 싼야, 시안, 우이린, 잔장, 충하이, 타이위안, 톈진, 퉁런, 하이커우, 후허하오터                                               |
| 티베트 항공            | 청두 |
| 푸저우 항공            | 창사, 푸저우 |
| 하이난 항공            | 베이징(서우두), 광저우, 다롄, 싼야, 선전, 우한, 정저우, 하이커우, 항저우                                                                                   |
| 허베이 항공            | 샤먼, 스좌장 |

## 같이 보기
- 중화인민공화국의 공항 목록